# زعفران الربيع
زعفران الربيع هو نوع في الفصيلة السوسنية ، موطنه جبال الألب وجبال البرانس والبلقان. تستخدم أصنافها وأصناف الزغفران الأصفر نباتات زينة. الزعفران الذهبي أكبر من أنواع الزعفران الأخرى المزروعة. يبدأ زعفران الربيع في الإزهار في نفس الوقت تقريبًا أو حتى أسبوعين بعد أن يزهر الزعفران الذهبي. تعلو من 10 إلى 15 سم.

## الموطن
يمكن العثور عليها في بريطانيا في الأراضي العشبية ، بما في ذلك باحات الكنائس وحواف الطرق. 

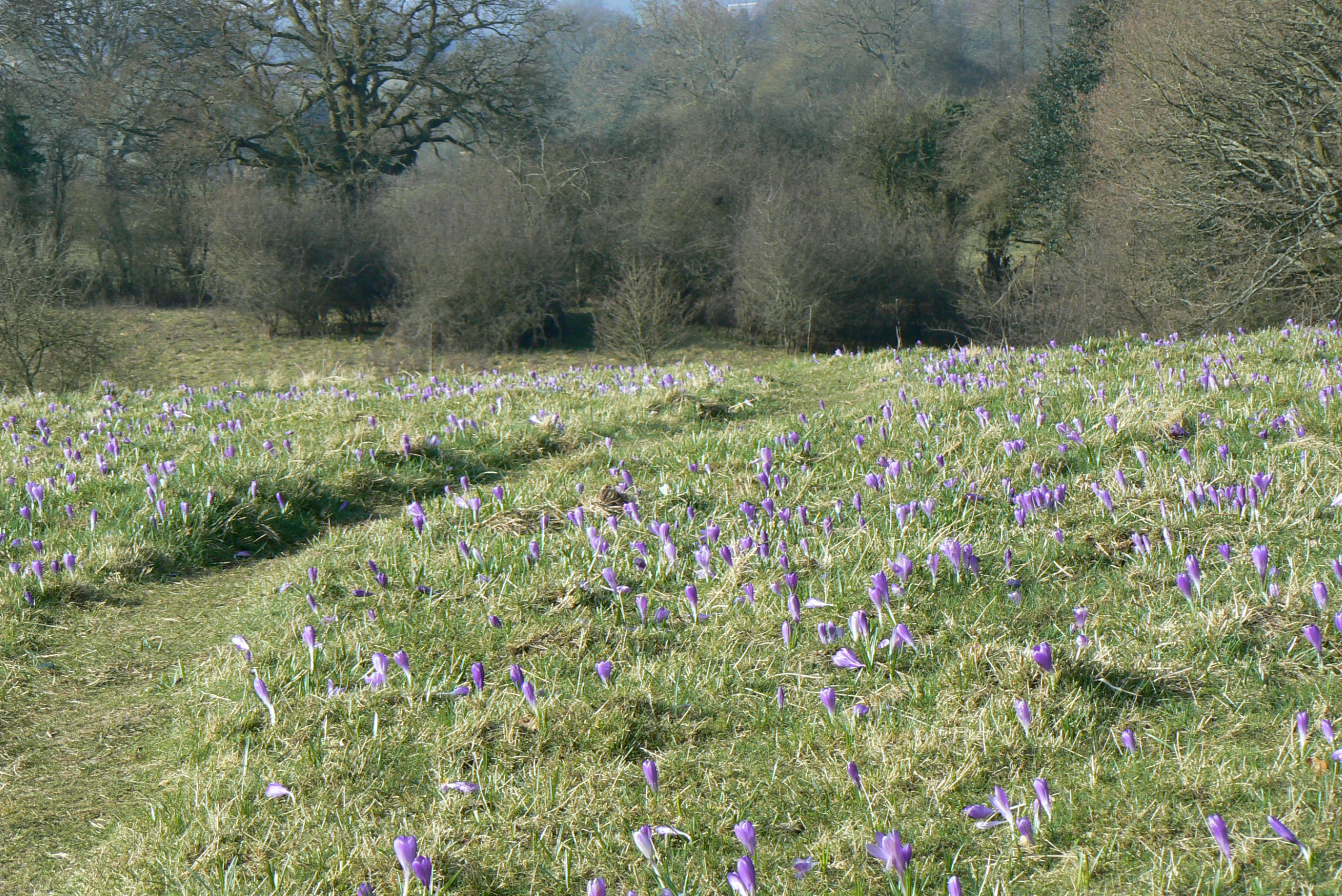
حقل زعفران الربيع في إنجلترة.

## المعرض

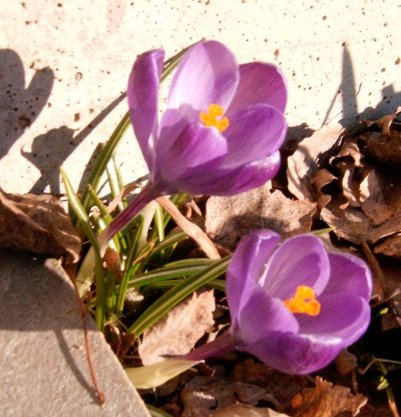
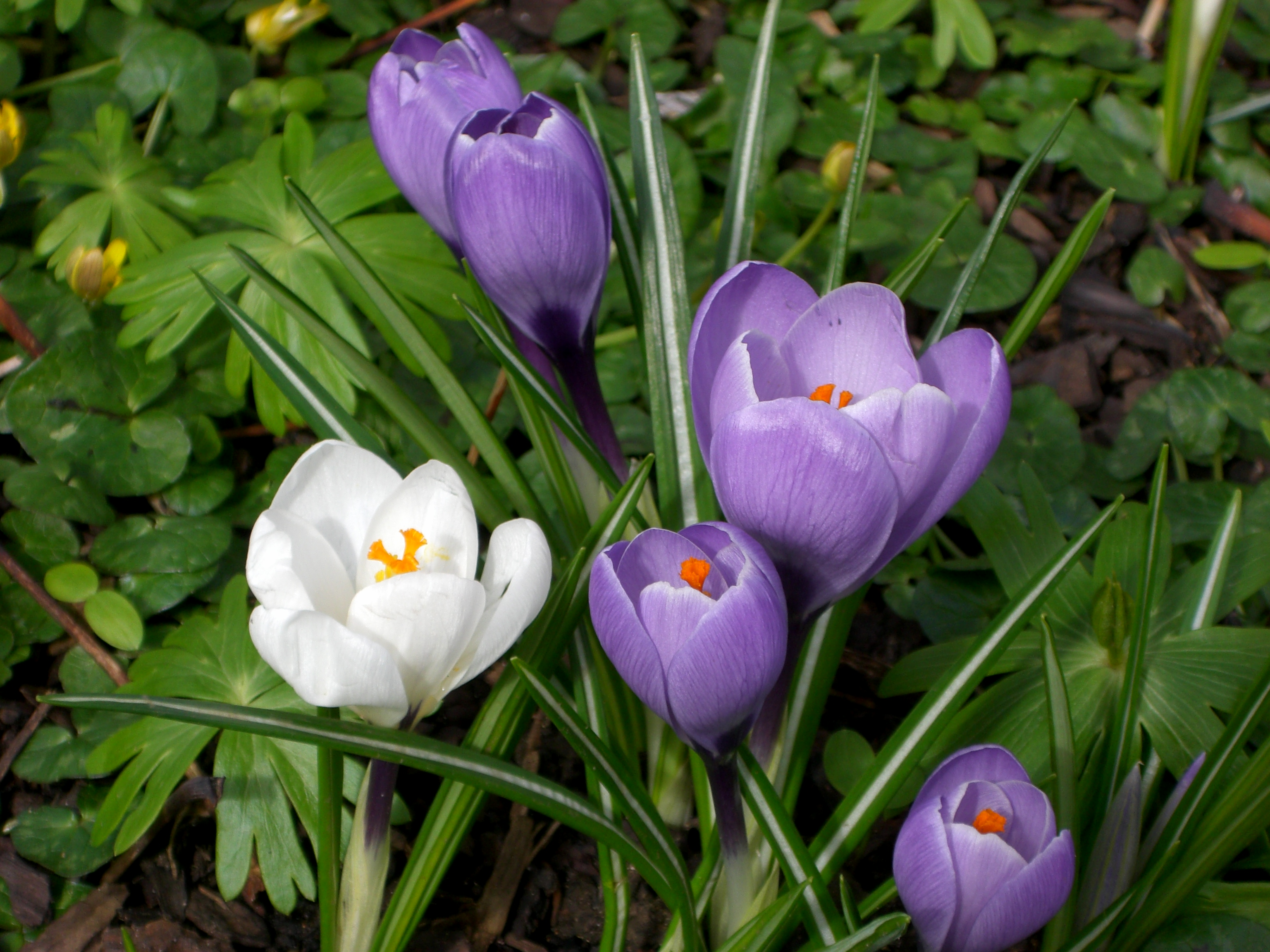
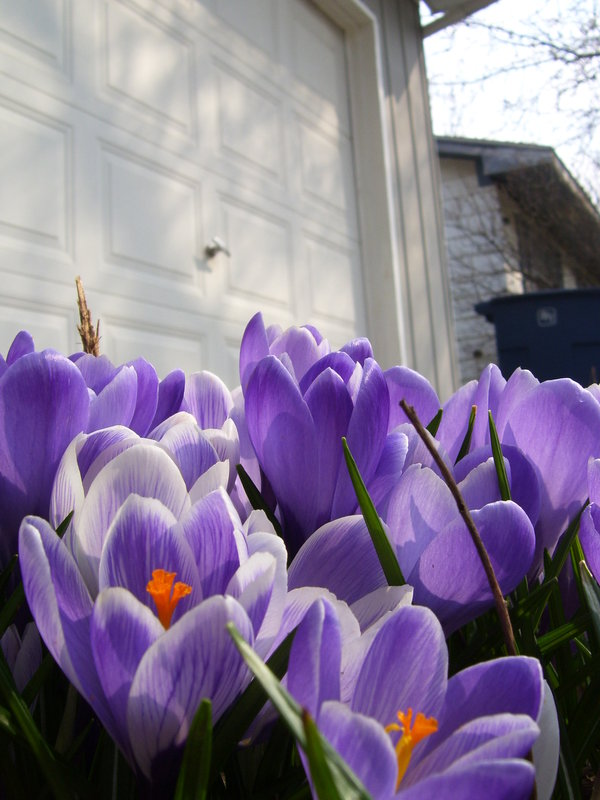
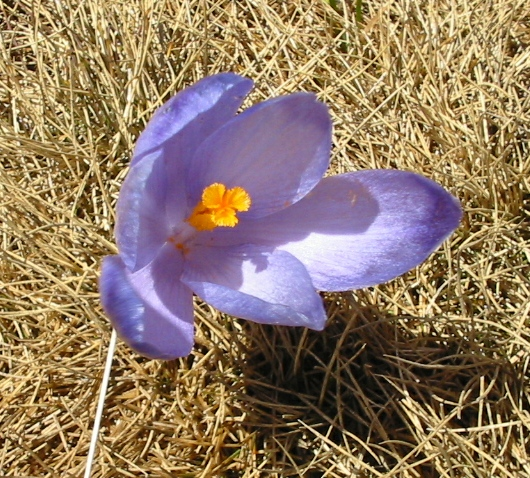
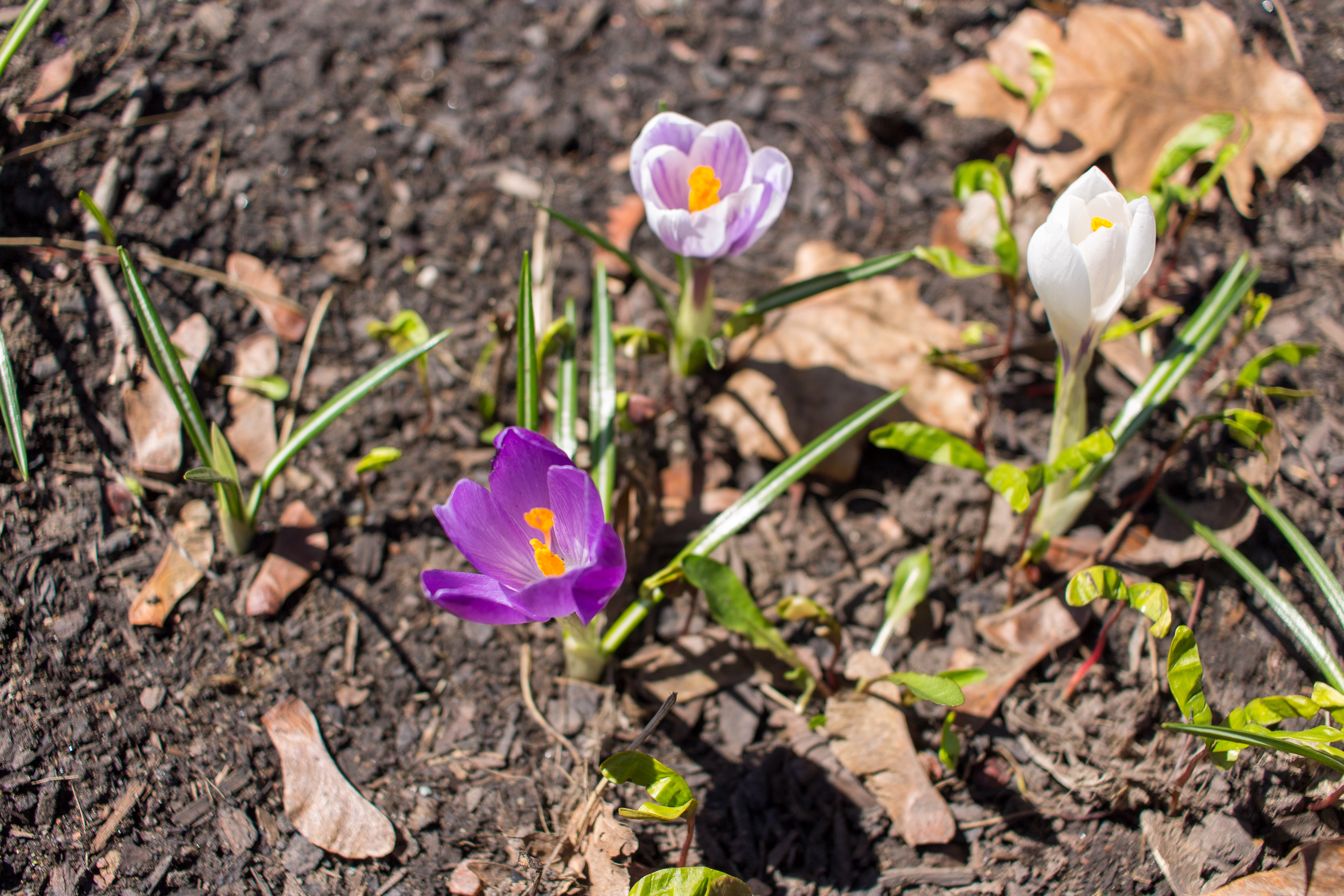